# 純元王后
純元王后 金氏（じゅんげんおうこう きんし、スヌォンワンフ キムシ、朝: 순원왕후 김씨、1789年6月8日（陰暦5月15日） - 1857年9月21日（陰暦8月4日））は、李氏朝鮮の第23代国王純祖の正室。第24代国王憲宗の祖母で、第25代国王哲宗の養母。本貫は安東金氏。諡号は明敬文仁光聖隆禧正烈宣徽英徳慈献顕倫洪化神運粋穆睿成弘定純元王后。

## 生涯
安東金氏の金祖淳の娘として誕生する。父は第22代国王正祖（夫の父で舅）の信任を得ていた人物であった。その影響もあってか世子嬪の有力な候補であった。揀択を受け、事実上確定したが、正式に決まらないまま正祖が1800年に崩御した。しかし、正式に妃になることが決定し、1802年10月2日（陰暦9月6日）に王妃に冊封された。純祖との間に孝明世子をはじめ2男3女を儲けた。
大王大妃の貞純王后（純祖の曾祖父の英祖の継妃）が垂簾聴政を終えると、実家である安東金氏の勢力が大きくなり、政権を牛耳った。彼女自身も実家の栄華の為に行動し、純祖に積極的に働きかけたという。純祖はこれに頭を悩まし、安東金氏の勢力を抑える為に孝明世子の妃に豊壌趙氏の女性を選び、婚姻させた。これにより豊壌趙氏が勢力をつけ、安東金氏は勢力を失った。これに彼女は落胆したという。しかし皮肉にも、1830年に息子が死去したことにより再び勢力を取り戻すことになった。
1834年に純祖が崩御し、孫の憲宗が即位した。しかし8歳と幼かった為垂簾聴政を行い、王妃を安東金氏から選んだ。1849年に憲宗が後嗣なく崩御すると、江華島で暮らしていた哲宗を呼び寄せ、徳完君に封じた。純祖と自身の間の養子にしたうえで、即位させた。これも実家と結託した結果である。また、妃に実家から女性を選び婚姻させた。
1857年に昌徳宮養心閤で死去。享年68歳（数え年で69歳）。陵墓はソウル特別市瑞草区（ソチョグ）にある仁陵で、純祖と共に眠っている。また、1900年に純元粛皇后と追号された。

## 家族
- 父:永安府院君 忠文公 金祖淳（1765年-1832年）
- 母:青陽府夫人 青松沈氏（1766年-1828年） - 沈温（第4代世宗の妃の昭憲王后の父）の15世の孫娘で、沈鋼（第13代明宗の妃の仁順王后の父）の10世の孫娘にあたる。

5人の子女を儲けた。孫の憲宗は王女がいたが夭逝。また、娘達も子を産んだものの夭逝もしくは死産している。その為彼女の血を引く子孫は、現代にはいない。
- 夫:第23代国王 純祖
- 長男:孝明世子（翼宗、名は旲）
- 嫁:神貞王后 趙氏（豊壌趙氏出身）
  - 孫:第24代国王 憲宗
  - 嫁:孝顕王后 金氏（安東金氏出身。1828年-1843年）
- 次男:大君（夭逝）
- 長女:明温公主（1810年-1832年）
- 婿:東寧尉 金賢根（安東金氏出身。生年不詳-1868年）
- 次女:福温公主（1818年-1832年）
- 婿:昌寧尉 金炳疇（安東金氏出身。1819年-1853年）
- 三女:徳温公主（1822年-1844年）
- 婿:南寧尉 尹宜善（海平尹氏出身。生年不詳-1887年）
- 養子:第25代国王 哲宗
- 嫁:哲仁王后 金氏（安東金氏出身。1837年-1878年）

## 登場作品

### テレビドラマ
- 雲が描いた月明り（KBS 2016年、演：ハン・スヨン（朝鮮語版））
- 哲仁王后〜俺がクイーン!?（tvN 2020年、演：ぺ・ジョンオク（朝鮮語版））

| 先代 孝懿王后 | 朝鮮王妃 在位：1802年 - 1834年     | 次代 孝顕王后                  |
| 先代 孝懿王后 | 朝鮮大妃 在位：1834年              | 次代 神貞王后（追尊） 孝定王后 |
| 先代 貞純王后 | 朝鮮大王大妃 在位：1834年 - 1857年 | 次代 神貞王后（追尊）          |